# Road
Road — четвертий альбом українського музичного гурту Tvorchi, реліз якого відбувся у 2021 році.

## Історія

### Запис альбому
10 вересня 2021 року музичний колектив Tvorchi презентували свій новий альбом. Згідно зі словами дуету, цей альбом прекрасно підходить для прослуховування під час подорожей.
|                                  | Ми хочемо, щоб наш альбом ROAD зупинив вас у моменті, став саундтреком ваших подорожей. В машині, літаку чи в метро увімкніть у навушниках від першого до останнього треку і просто enjoy the ROAD! |
| — Андрій Гуцуляк і Джеффрі Кенні | |

Андрій Гуцуляк, композитор колективу, в піснях альбому зашифрував звуки природи, які були записані під час гастролей гурту в різних містах країни.
Перша пісня з альбому Falling вийшла ще в липні того ж року. Ця пісня відразу потрапила до усіх музичних чартів України та увійшла у трійку найпопулярніших у стримінгу серед українських виконавців.

## Список композицій[4]
Автор музики Андрій Гуцуляк. 
| #   | Назва               | Автор               | Тривалість |
| --- | ------------------- | ------------------- | ---------- |
| 1.  | «Intro Road»        | Степан Гречкивський | 0:54       |
| 2.  | «Electrify»         |                     | 2:12       |
| 3.  | «Alive»             |                     | 2:54       |
| 4.  | «Crush»             |                     | 2:48       |
| 5.  | «Code»              |                     | 2:11       |
| 6.  | «Troublemaker»      |                     | 2:39       |
| 7.  | «Іди сюда»          |                     | 2:41       |
| 8.  | «Loco»              |                     | 2:18       |
| 9.  | «Dance on the Beat» |                     | 2:47       |
| 10. | «Falling»           |                     | 2:10       |

## Музичні відео
| Рік  | Назва                                                               | Режисер                                | Автор слів                                      |
| ---- | ------------------------------------------------------------------- | -------------------------------------- | ----------------------------------------------- |
| 2021 | «Falling [Архівовано 19 вересня 2021 у Wayback Machine.]»           | Андрій Лагутін                         | Джімо Авґуст                                    |
| 2021 | «Іди сюда [Архівовано 19 вересня 2021 у Wayback Machine.]»          | Катерина Бондаренко Богдан Рагульський | Степан Гречківський, Макс Пташник, Джімо Авґуст |
| 2021 | «Alive [Архівовано 19 вересня 2021 у Wayback Machine.]»             | Катерина Бондаренко Богдан Рагульський | Джімо Авґуст                                    |
| 2021 | «Dance On The Beat [Архівовано 19 вересня 2021 у Wayback Machine.]» | Катерина Бондаренко Богдан Рагульський | Джімо Авґуст                                    |
| 2021 | «Code [Архівовано 19 вересня 2021 у Wayback Machine.]»              | Катерина Бондаренко Богдан Рагульський | Джімо Авґуст                                    |
| 2021 | «Troublemaker [Архівовано 19 вересня 2021 у Wayback Machine.]»      | Катерина Бондаренко Богдан Рагульський | Джімо Авґуст                                    |
| 2021 | «Crush [Архівовано 19 вересня 2021 у Wayback Machine.]»             | Катерина Бондаренко Богдан Рагульський | Джімо Авґуст                                    |
| 2021 | «Loco [Архівовано 19 вересня 2021 у Wayback Machine.]»              | Катерина Бондаренко Богдан Рагульський | Джімо Авґуст                                    |
| 2021 | «Electrify [Архівовано 19 вересня 2021 у Wayback Machine.]»         | Катерина Бондаренко Богдан Рагульський | Джімо Авґуст                                    |